# Barbara Howard (artiste)
Pour les articles homonymes, voir Barbara Howard et Howard.
Helen Barbara Howard (10 mars 1926 – 7 décembre 2002) est une peintre, graveuse sur bois, dessinatrice, relieuse et designer canadienne qui produit des œuvres de manière constante tout au long de sa vie, depuis l'obtention de son diplôme en 1951 de l'Ontario College of Art jusqu'à son décès inattendu en 2002.
Son travail est représenté dans de nombreuses collections permanentes, dont celles du Musée des beaux-arts du Canada, du Musée des beaux-arts de l'Ontario, de la British Library, de la Bodleian Library à Oxford, au Royaume-Uni, et de la Library of Congress à Washington. Son travail figure également dans des collections privées, publiques et d'entreprise au Canada, au Royaume-Uni et aux États-Unis.

## Biographie
Howard est née à Long Branch, en Ontario, en 1926, la cadette de deux enfants. Son père, Thomas Howard, enseignant au secondaire, était un immigrant britannique. Sa mère, Helen Mackintosh, née à Winnipeg, était d'ascendance écossaise. Ayant décidé tôt de devenir artiste, Howard étudie à l'Ontario College of Art de Toronto de 1948 à 1951, où elle est l'élève de Will Ogilvie, qui lui enseigne le dessin d'après modèle, et de Jock Macdonald, qui lui enseigne la peinture et la composition. Au cours de sa dernière année, elle a remporté la médaille d'argent en dessin et en peinture.
Howard a donné des cours d'art à Toronto jusqu'en 1953, lorsqu'elle a déménagé à Londres au Royaume-Uni, où elle a étudié à la Saint Martin's School of Art, s'immergeant dans le paysage anglais et la vie culturelle du Londres d'après-guerre. Elle a également voyagé en Europe pour visiter les musées d'art de Rome, Venise, Florence, Paris et Madrid, et a vu les peintures rupestres paléolithiques de Lascaux dans le sud-ouest de la France, une expérience qui a influencé nombre de ses illustrations ultérieures. À Londres, elle a rencontré son futur mari, le poète canadien Richard Outram. De retour au Canada en 1956, Howard et Outram ont vécu à Toronto pendant les 46 années suivantes.
À la fin des années 1950 et au début des années 1960, Howard a exposé régulièrement à la Picture Loan Society, une galerie torontoise fondée par Douglas Duncan en 1936 pour présenter le travail d'artistes canadiens contemporains tels qu'Emily Carr, Fred Varley, David Milne, Lawren Harris et AY Jackson. Plusieurs collections publiques canadiennes possèdent des dessins et des peintures d'Howard acquis par l'intermédiaire de la succession de Douglas Duncan, car Duncan était également un collectionneur de son travail.
En 2002, Howard et Outram ont déménagé à Port Hope, en Ontario, mais peu après leur arrivée, Howard est tombée et s'est cassé la hanche. Alors qu'elle subissait une intervention chirurgicale le 7 décembre à Peterborough, en Ontario, elle a subi une embolie pulmonaire et est décédée sur la table d'opération.

## Œuvre

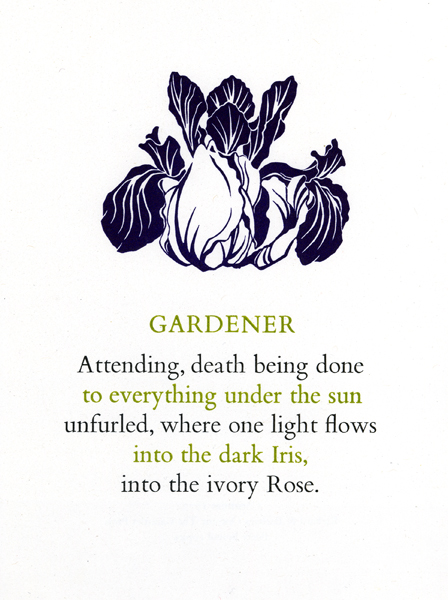
Gravure sur bois par Howard pour la Gauntlet Press, 1977

Howard et son mari faisaient partie d'un cercle d'artistes, d'écrivains et de designers qui s'intéressaient aux images, au langage et aux arts du livre. Un proche associé était le graphiste Allan Fleming, dont la maison d'édition Martlet Press a publié Twenty-Eight Drawings by Barbara Howard en 1970, une période où elle dessinait le corps humain. La graveuse sur bois canadienne Rosemary Kilbourn, une amie proche depuis l'université des beaux-arts, a appris à Howard à sculpter des images pouvant être imprimées en conjonction avec du texte.
En 1960, Howard et Outram ont lancé la Gauntlet Press, une petite maison d'édition privée qui produisait des volumes typographiques reliés à la main de la poésie d'Outram et des gravures sur bois d'Howard. Ces éditions limitées, prisées par les collectionneurs, se trouvent également dans des collections publiques telles que celles de la Bibliothèque et Archives Canada, de la Bibliothèque du Congrès, de la British Library et de la bibliothèque de livres rares Thomas Fisher de l'Université de Toronto. Tout au long des années 1970 et 1980, la Gauntlet Press a également publié une série de feuilles grand format typographiques des poèmes d'Outram, toutes conçues (et pour beaucoup illustrées) par Howard. Des fac-similés numériques des livres et des feuilles grand format de Gauntlet Press de la collection de l'Université Memorial de Terre-Neuve peuvent être consultés sur le site Web consacré à The Gauntlet Press de Richard Outram et Barbara Howard, avec une documentation de base complète et une bibliographie exhaustive.
L'imagerie dérivée du monde naturel a toujours été au cœur de la peinture de Howard. Tout au long de sa vie, elle a peint horizons, rivages, ciels, soleil et eau, bien qu'elle se soit davantage préoccupée de l'essence d'un sujet que de sa représentation précise.

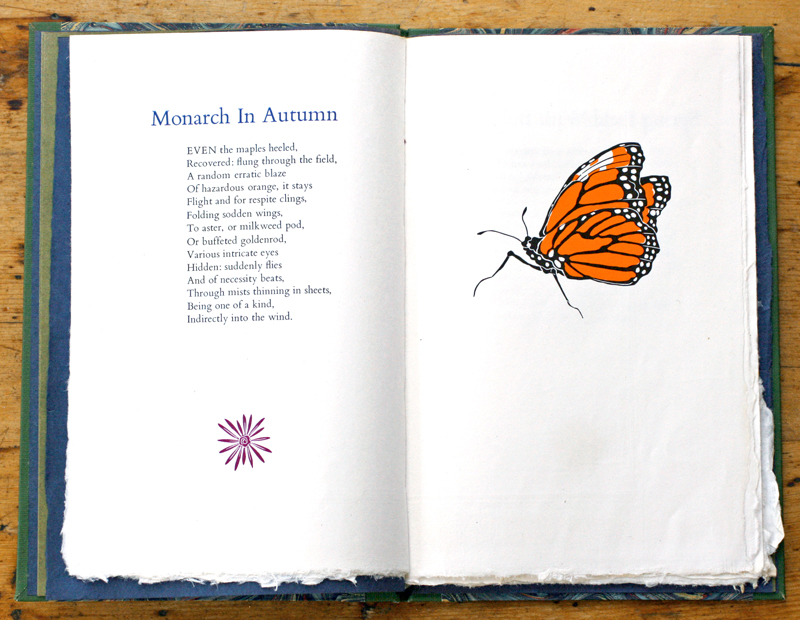
Gravure, maquette et reliure par Howard pour Gauntlet Press, 1974

Dans sa soixantaine, elle a consacré une décennie à une vaste série d'études sur les cétacés, Encounters with Whales. Dans son essai Encounters and Recollections in the Art of Barbara Howard and Richard Outram, le poète Jeffery Donaldson écrit : « Pour la plupart, ce sont des portraits de mammifères dans quelque chose comme leur élément privé. Leurs apparitions sont des révélations brèves et extatiques, des aperçus fortuits, des sons soudains. Ils semblent sortir brusquement de leur solitude, puis s'éclipser à nouveau aussi vite. » Ces énormes toiles, dont certaines mesurent jusqu'à presque 5 mètres de longueur, n'ont jamais été exposées publiquement.
De la fin des années 1990 jusqu'à sa mort en 2002, Howard est revenue à sa fascination de toujours pour la lumière, le ciel nocturne, la surface réfléchissante de l'eau. Dans ces dernières peintures, il y a une récurrence d'éléments circulaires, une abstraction des formes naturelles et un équilibre entre l'obscurité et la lumière. Howard a déclaré : « Dans ma peinture (comme dans tout mon travail), je suis profondément impliquée dans la lumière en tant que mouvement et interaction des couleurs ; l'intégrité de la couleur et de la forme, donc avec l'intégrité de l'œuvre totale qui a trait à l'esprit et l'essence abstraite, et non la représentation. Je suis préoccupée par les ambiguïtés et les dualités de la vie et dans mes travaux ultérieurs, je vais de plus en plus de l'obscurité vers la lumière, la liberté et une exubérance transcendante. »
Les peintures, dessins, gravures sur bois et maquettes de livres de Howard peuvent être consultés sur le site Web Barbara Howard's Unfolding Visual World.

## Réception critique
À l'exception des très grandes toiles de baleines, les peintures d'Howard se sont vendues régulièrement tout au long de sa vie. Cependant, bien qu'elle ait eu ses champions, elle n'a jamais fait partie du courant dominant de l'art canadien et n'a donc pas attiré l'attention critique du public qui accompagne les carrières les plus réussies. Dans son introduction au catalogue de l'exposition solo d'Howard en 1980, The Event in the Mind, la sculptrice Rebecca Sisler écrit :
Classification, école ? L'œuvre de Barbara Howard défie les catégorisations spécifiques, bien qu'on sente sa reconnaissance de l'héritage laissé par les grands maîtres, Turner étant le plus évident. Mais elle dessine et peint en réponse directe à sa propre muse et en tant que tel ne peut être alignée sur aucun mouvement artistique particulier… car, comme d'autres artistes non-conformistes à travers l'histoire de l'art, son travail, bien que lié à aucun âge, est pertinent pour tous.
Écrivant sur les gravures sur bois d'Howard dans son essai de 2006 Drawing Attention: Barbara Howard's Ecologies, l'artiste, conservatrice et universitaire Martha Fleming déclare :
La gravure sur bois est un processus exigeant et Howard était un virtuose. [Les créatures qu'elle a dépeintes] font écho aux gravures flottantes et sans cadre lancées par Thomas Bewick au XVIIIe siècle, et pourtant elles sont étonnamment modernes. Autant sur la forme qu'elles sont sur la précision anatomique, elles oscillent au bord de la typologie mais n'ont rien de la réduction à la taxonomie du rendu zoologique. Son utilisation contre-intuitive de la couleur confirme la dignité monochrome inhérente à la technique.
Howard a été élu à l'Académie royale des arts du Canada en 1975 et a siégé au Conseil de l'Académie de 1980 à 1982.

## Collections

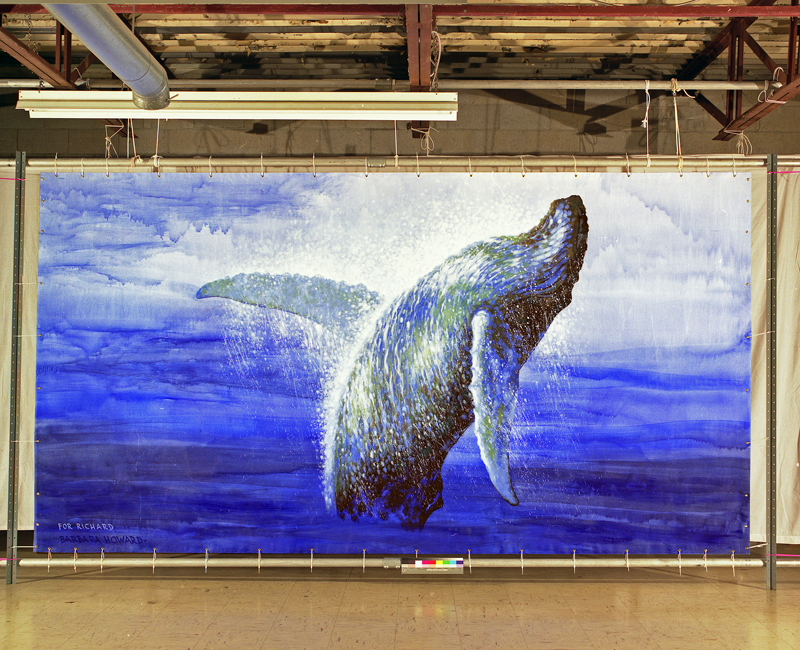
Humpback whale: breaching,, de Howard, 1991

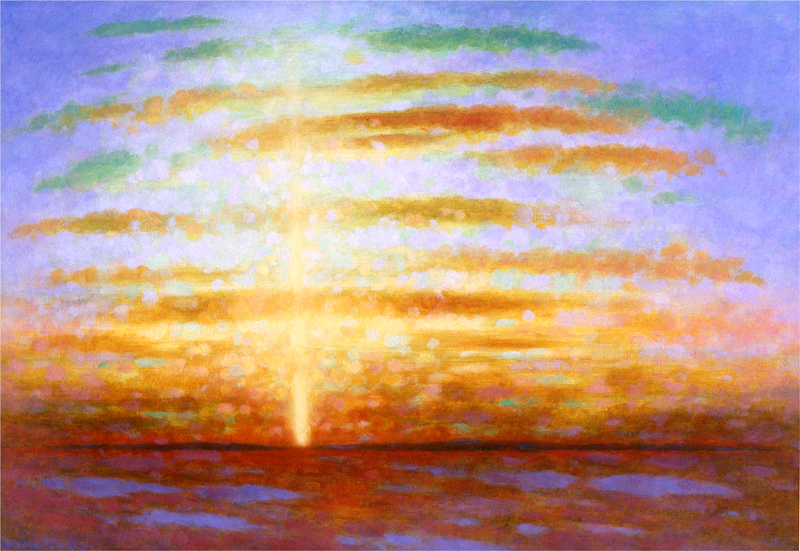
Sun Pillar,, par Howard, 1993

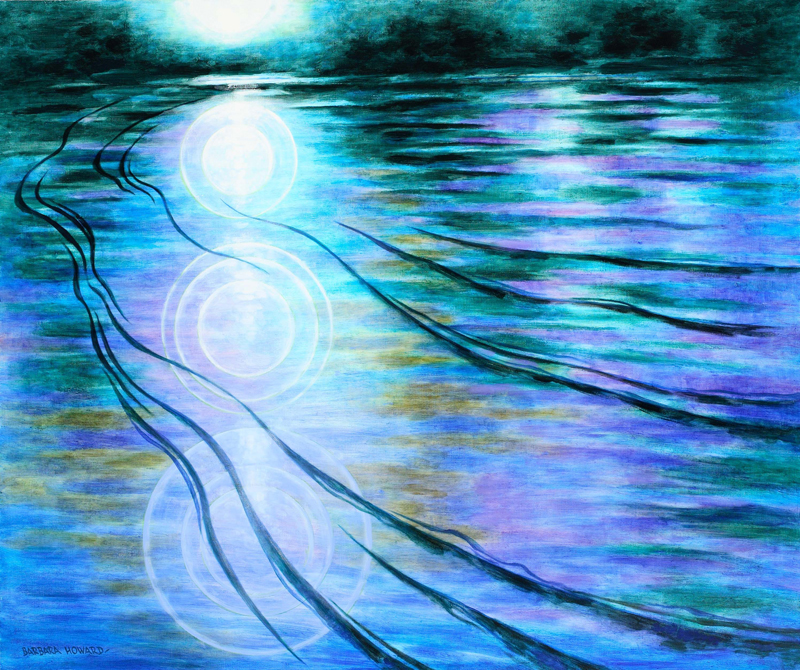
White Sun & Evening Shore,, par Howard, 2000

### Collections publiques
- Musée des beaux-arts du Canada
- Musée des beaux-arts de l'Ontario
- Galerie d'art de Hamilton
- Galerie d'art de Peel, Brampton
- Galerie d'art Tom Thomson, Owen Sound
- Galerie d'art de Windsor
- Galerie d'art de Northumberland, Cobourg
- Musée de Londres, Londres, Ontario
- Galerie d'art du Grand Victoria
- Galerie d'art Glenhyrst de Brant
- Centre d'art Agnes Etherington, Kingston
- Galerie d'art de Kitchener-Waterloo
- Salle Rodman, St. Catharines
- Collection de la province de l'Ontario

### Collections publiques de la Gauntlet Press
- Bibliothèque et Archives Canada (anciennement la Bibliothèque nationale du Canada), Ottawa
- Bibliothèque de livres rares Thomas Fisher, Université de Toronto
- La collection Gauntlet Press de la bibliothèque Queen Elizabeth II, Université Memorial de Terre-Neuve [14]
- Bibliothèque des collections spéciales Bruce Peel, Université de l'Alberta
- La bibliothèque de l'Université de la Colombie-Britannique
- Université Western Ontario, London, Ontario
- Les collections de recherche MILLS, Université McMaster, Hamilton, Ontario
- Archives de l'Université Trent, Peterborough, Ontario
- L'Université de Calgary, Alberta, Collections spéciales
- La collection Berg, Bibliothèque publique de New York
- The Harris Collection of Poetry and Plays, université Brown, Providence, Rhode Island
- La Bibliothèque du Congrès, Washington, DC
- Université de Buffalo, New York, collections spéciales
- La bibliothèque Houghton, université Harvard, Cambridge, Massachusetts
- Bibliothèque Bodléienne, Oxford, Royaume-Uni
- La British Library, Londres

## Expositions
La première exposition individuelle des peintures d'Howard a eu lieu à la Picture Loan Society de Toronto en 1957. Pearl McCarthy, alors critique d'art pour The Globe and Mail, a écrit que Howard était « très en avance sur la plupart des paysagistes en profondeur » et a décrit son travail comme « de première classe... la réponse à un désir sensuel permanent ». La dernière exposition individuelle des peintures et dessins de Howard a eu lieu à titre posthume à la Art Gallery of Northumberland, Cobourg, Ontario, en 2006.

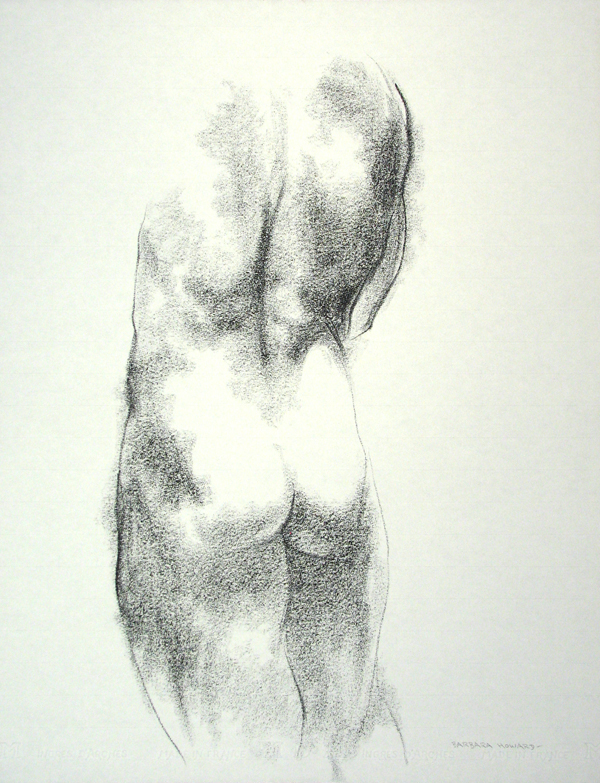
Standing male nude,, par Howard, vers 1965

### Expositions individuelles du travail d'Howard et/ou de Gauntlet Press
- Picture Loan Society, Toronto 1957, 1958, 1960, 1965
- Galerie Wells, Ottawa, 1966, 1982, 1984
- Galerie Fleet, Winnipeg, 1966
- Collège Victoria, Toronto, 1966
- Galerie Sisler, Toronto, 1974, 1976
- Hart House, Université de Toronto, 1975
- The Event in the Mind, Prince Arthur Galleries, Toronto, 1980; catalogue
- Galerie Yaneff, Toronto, 1983
- Collège Massey, Toronto, 1984
- Galerie Latcham, Stouffville, 1985
- Centre O'Keefe, Toronto, 1986
- Bibliothèque nationale du Canada, 1986
- Collège universitaire, Toronto, 1987
- Bibliothèque et centre culturel de Georgetown, 1988
- Le Club des arts et des lettres de Toronto, 1993
- Bibliothèque EJ Pratt, Université Victoria, Université de Toronto, 1995
- Bibliothèque Robarts, Université de Toronto, 1999
- The Upstairs Gallery, Art Gallery of Northumberland, Port Hope, 2003
- Seeking Light: Last Paintings and Selected Drawings. Galerie d'art de Northumberland, Cobourg, 2006; catalogue

### Expositions collectives
- Société des artistes de l'Ontario, 1958, 1959
- Comité des femmes, Musée des beaux-arts de l'Ontario, 1958, 1969
- Collection Douglas Duncan, Collège Victoria, Toronto, 1962
- Collections de Toronto, Musée des beaux-arts de l'Ontario, 1961
- Femmes artistes, Exposition nationale canadienne, Toronto, 1961
- Artistes canadiens, Eaton's College Street, 1961
- Société canadienne des arts graphiques, 1958, 1959, 1960, 1963
- Salon national de l'habitation, 1960, 1961, 1962
- Exposition itinérante CUSAC, Hart House, 1958–1959
- Comité des femmes, London Art Gallery, 1962
- Aquarelles, dessins et estampes canadiennes, Musée des beaux-arts du Canada, 1966
- Collection Douglas Duncan, Windsor, Londres, Hamilton, 1967
- Dessins et sculptures, Musée des beaux-arts de l'Ontario, 1976
- The Living Image, Macdonald Gallery, Toronto (3 artistes); catalogue
- Exposition contemporaine du centenaire de l'Académie royale des arts du Canada, Toronto, 1980
- Exposition inaugurale, Academy House, Académie royale des arts du Canada, Toronto, 1987-1988
- Art Under Fire, Academy House, Académie royale des arts du Canada, Toronto, 1988
- Fine Printing: The Private Press in Canada. Exposition itinérante : Toronto, Fredericton, Calgary, Grimsby, Saskatoon, Brandon, Pointe Claire, Halifax, Saint John, 1995–1997 ; catalogue
- Women and Texts, University of Leeds, 1997 (organisé par Special Collections, University of Calgary); catalogue
- Toronto in Print, Thomas Fisher Rare Book Library, 1998; catalogue
- Earthworks, une exposition d'œuvres d'académiciens ontariens, John B. Aird Gallery, Toronto, 1998
- Traces of Land, Traces of People: Contemporary Images of Ontario, Assemblée législative de l'Ontario, Queen's Park, Toronto, novembre 1999 – juillet 2000